# Aphelocephala leucopsis
El cariblanco meridional (Aphelocephala leucopsis) es una especie de ave paseriforme, del género Aphelocephala, que pertenece a la Superfamilia Meliphagoidea (de la familia de los Pardalotidae, perteneciente a la subfamilia Acanthizidae), endémica de Australia.

## Subespecies
- Aphelocephala leucopsis castaneiventris
- Aphelocephala leucopsis leucopsis
- Aphelocephala leucopsis whitei